# Sapois (Wogezy)
Sapois – miejscowość i gmina we Francji, w regionie Grand Est, w departamencie Wogezy.
Według danych na rok 1990 gminę zamieszkiwały 664 osoby, a gęstość zaludnienia wynosiła 39 osób/km² (wśród 2335 gmin Lotaryngii Sapois plasuje się na 503. miejscu pod względem liczby ludności, natomiast pod względem powierzchni na miejscu 263.).